# Liste des députés wallons (2004-2009)
Pour les articles homonymes, voir Liste des députés wallons.
Le parlement wallon élu en 2004 comptait 75 députés élus au suffrage universel direct.
Les députés wallons siégeaient aussi au Parlement de la Communauté française de Belgique.
Six députés étaient délégués au sénat comme sénateur de communauté ().
Les députés ayant prêté serment en allemand sont remplacés à la  Communauté française.

## Partis représentés

### Parti socialiste(34)
1. Patrick Avril
2. Marc Barvais remplace Didier Donfut[1]
3. Maurice Bayenet, chef de groupe
4. Maurice Bodson remplace Willy Taminiaux[1]
5. Pol Calet
6. Ingrid Colicis
7. Christophe Collignon
8. Frédéric Daerden
9. Marc de Saint Moulin
10. Freddy Deghilage
11. Maurice Dehu
12. Paul-Olivier Delannois
13. Laurent Devin
14. Nicole Docq remplace Claude Eerdekens[2] (3.7.07)
15. Françoise Fassiaux-Looten
16. Paul Ficheroulle remplace Christian Dupont[1]
17. Paul Furlan
18. Jacques Gennen remplace Philippe Courard[1]
19. José Happart, président
20. Jean-François Istasse
21. Charles Janssens
22. Joëlle Kapompolé
23. Jean-Charles Luperto
24. Robert Meureau
25. Guy Milcamps
26. Alain Onkelinx remplace Willy Demeyer[3](29.6.05)
27. Sébastian Pirlot remplace Daniel Henri Ledent[4]
28. Daniel Senesael
29. Isabelle Simonis
30. Edmund Stoffels (remplacé par  Véronique Bonni à la Communauté française)
31. Éliane Tillieux
32. Jean-Claude Van Cauwenberghe
33. Pierre Wacquier remplace Rudy Demotte[1]
34. Léon Walry

### Mouvement réformateur(20)
1. Claude Ancion remplace Michel Foret[5] (6.10.04)
2. Anne Barzin remplace Denis Mathen[5] (17.1.07)
3. Chantal Bertouille
4. Véronique Bidoul
5. Willy Borsus
6. Philippe Bracaval remplace Jean-Luc Crucke[2] (3.7.07)
7. Caroline Cassart-Mailleux
8. Véronique Cornet
9. Jean-Pierre Dardenne
10. Brigitte Defalque
11. Christine Defraigne
12. Philippe Fontaine
13. Hervé Jamar
14. Serge Kubla, chef de groupe
15. Jean-Claude Meurens remplace Pierre-Yves Jeholet[2] (3.7.07)
16. Richard Miller
17. Marcel Neven
18. Florine Pary-Mille
19. Jean-Marie Séverin
20. Jean-Paul Wahl remplace Pierre Boucher[4] (19.7.06)

### Centre démocrate humaniste(14)
1. André Bouchat
2. Anne-Marie Corbisier-Hagon
3. Michel de Lamotte, chef de groupe
4. Carlo Di Antonio
5. Jacques Étienne
6. Dimitri Fourny remplace Josy Arens[2] (3.7.07)
7. Herbert Grommes (remplacé par   Marc Elsen à la Communauté française et au Sénat)
8. Benoît Langendries remplace André Antoine[1]
9. Michel Lebrun
10. Jean-Paul Procureur
11. Louis Smal
12. René Thissen
13. Monique Willocq remplace Christian Brotcorne[2] (3.7.07)
14. Damien Yzerbyt remplace Jean-Pierre Detremmerie (20.4.05)

### Front national(4)
1. Jean-Pierre Borbouse remplace Michel Delacroix[2] (3.7.07)
2. Daniel Huygens
3. Charles Petitjean
4. Charles Pire

### Ecolo(3)
1. Marcel Cheron
2. Monika Dethier-Neumann (remplacée par  Yves Reinkin à la Communauté française)
3. Bernard Wesphael, chef de groupe